# Illtal
Illtal è un comune francese di 1 359 abitanti nel dipartimento dell'Alto Reno, in Alsazia-Champagne-Ardenne-Lorena. È stato creato il 1º gennaio 2016 dalla fusione dei precedenti comuni di Oberdorf, Grentzingen e Henflingen.